# Emil Blef
Emil Blef, właściwie Emil Wiśniewski (ur. 11 września 1981 w Warszawie) – polski raper i konferansjer, oraz członek formacji Flexxip. 
W 2011 roku znalazł się na 29. miejscu listy 30 najlepszych polskich raperów według magazynu „Machina”. Rok później znalazł się na 13. miejscu analogicznej listy opublikowanej przez serwis Porcys.

## Dyskografia
Albumy solowe
| Rok  | Dane dot. albumu                                                                                           | Najwyższa pozycja na liście |
| Rok  | Dane dot. albumu                                                                                           | POL                         |
| ---- | --- | --------------------------- |
| 2008 | Mam taką twarz, że ludzie mi ufają... billing - Wydany: 20 maja 2008 - Wytwórnia: Haos Studio - Format: CD | 47                          |
| 2019 | Przesunięcia - Wydany: 29 marca 2019 - Wytwórnia: Alkopoligamia.com - Format: CD, digital download         | 28                          |
| 2024 | Prawidłowości - Wydany: 25 kwietnia 2024 - Wytwórnia: emil blef + Mugo.pl - Format: digital download       | -                           |

Notowane utwory
| Tytuł                                                                  | Rok  | Pozycja na liście | Album |
| Tytuł                                                                  | Rok  | SLiP              | Album |
| ---------------------------------------------------------------------- | ---- | ----------------- | ----- |
| WhiteHouse – „Oczy otwarte” (gościnnie: Pezet, Ten Typ Mes, Emil Blef) | 2003 | 17                | Kodex |

Występy gościnne
| Album                                               | Rok  | Utwór                                                     | Źródło                |
| --------------------------------------------------- | ---- | --------------------------------------------------------- | --------------------- |
| Duże Pe, IGS, DJ Spox – Sinus                       | 2004 | „Taktowani werblem sekund” (gościnnie: Eldo, Emil Blef)   | [ 7 ]                 |
| 2cztery7 – Funk – dla smaku                         | 2005 | „Nie potrzeba mi wiele” (gościnnie: Emil Blef)            | [ 8 ]                 |
| Szybki Szmal – Mixtape 2005                         | 2005 | „Stąpam lekko” (gościnnie: Lerek, Emil Blef)              | [ 9 ]                 |
| Eldo/Bitnix – Człowiek, który chciał ukraść alfabet | 2006 | „Książki” (gościnnie: Emil Blef)                          | [ 10 ]                |
| W.E.N.A. – Wyższe dobro LP                          | 2007 | „Uważaj 1” (gościnnie: Emil Blef)                         | [ 11 ]                |
| Molesta Ewenement – Molesta i kumple                | 2008 | „Tych kilka...” (gościnnie: Emil Blef, DJ.B, DJ Variat)   | [ 12 ]                |
| Mardi Gras – Podaj dalej                            | 2009 | „Mamy nosa” (gościnnie: Emil Blef, Prof)                  | [ 13 ]                |
| Ten Typ Mes – Zamach na przeciętność                | 2009 | „Widzę to podobnie” (gościnnie: Emil Blef, Flow)          | [ 14 ]                |
| Alkopoligamia – MOLZA                               | 2017 | „Kiedy muzyka się upomni” (gościnnie: Emil Blef, Rosalie) | [ 15 ]                |
| Ten Typ Mes – Rapersampler                          | 2018 | „Jeszcze [FLEXXIP]” (gościnnie: Emil Blef)                | [ potrzebny przypis ] |

Kompilacje różnych wykonawców
| Album                             | Rok  | Utwór                                                                          | Źródło |
| --------------------------------- | ---- | ------------------------------------------------------------------------------ | ------ |
| Klan CD#23                        | 2002 | Emil Blef – „On dla mnie jest...”                                              | [ 16 ] |
| Czarny Piątek vol.1 – Polski Beat | 2005 | 2cztery7, Emil Blef – „Nie potrzeba mi wiele”                                  | [ 17 ] |
| 5 Lat JuNouMi Records             | 2007 | 2cztery7, Dizkret, Duże Pe, Emil Blef, Łona, Namaste, Pan Wankz – „Znasz mnie” | [ 18 ] |
| Hip-Hop.pl Składanka 2008         | 2008 | Emil Blef – „Wake Up”                                                          | [ 19 ] |